# Tito Yupanqui
Tito Yupanqui (auch: Tito Yupanki) ist eine Ortschaft im Departamento La Paz im Hochland des südamerikanischen Anden-Staates Bolivien. Sie trägt ihren Namen zu Ehren von Francisco Tito Yupanqui (1550–1616), der die Holzstatue der "Dunklen Jungfrau" in Copacabana geschaffen hat.

## Lage im Nahraum
Tito Yupanqui liegt in der Provinz Manco Kapac und ist zentraler Ort des Municipios Tito Yupanqui. Die Ortschaft liegt im östlichen Teil der Copacabana-Halbinsel in einer Höhe von 3835 m am Ufer des Wiñaymarka, des südlichen Teils des Titicacasees.

## Geographie
Tito Yupanqui liegt auf dem bolivianischen Altiplano zwischen den Anden-Gebirgsketten der Cordillera Occidental im Westen und der Cordillera Central im Osten. Die Region weist ein ausgeprägtes Tageszeitenklima auf, bei der die mittleren täglichen Temperaturschwankungen deutlicher ausfallen als die mittleren jahreszeitlichen Schwankungen.
Die Jahresdurchschnittstemperatur der Region liegt bei etwa 8 °C (siehe Klimadiagramm Copacabana), die Monatswerte schwanken nur unwesentlich zwischen knapp 6 °C im Juni/Juli und 10 °C im November/Dezember. Der Jahresniederschlag beträgt etwa 700 mm, die Monatsniederschläge liegen zwischen unter 10 mm in den Monaten Juni und Juli und 150 mm im Januar und Februar.

## Verkehrsnetz
Tito Yupanqui liegt in einer Entfernung von 126 Straßenkilometern nordwestlich von La Paz, der Hauptstadt des gleichnamigen Departamentos.
Von La Paz führt die asphaltierte Nationalstraße Ruta 2 in nordwestlicher Richtung über Huarina nach San Pablo de Tiquina am Titicacasee, dort wird die 800 Meter breite Straße von Tiquina mit Booten überquert und führt weiter Richtung Copacabana. Nach sechzehn Kilometern zweigt eine unbefestigte Straße nach Süden ab und erreicht nach drei Kilometern Tito Yupanqui.

## Bevölkerung
Die Einwohnerzahl der Ortschaft ist in den vergangenen beiden Jahrzehnten auf ein Vielfaches angestiegen:
| Jahr | Einwohner | Quelle       |
| ---- | --------- | ------------ |
| 1992 | 119       | Volkszählung |
| 2001 | 773       | Volkszählung |
| 2012 | 3459      | Volkszählung |
| 2024 |           | Volkszählung |

Die Region weist einen hohen Anteil an Aymara-Bevölkerung auf, im Municipio Tito Yupanqui sprechen 98,7 Prozent der Bevölkerung Aymara.